# Szaniec rdzenia NS-24a
Powstał w latach 1854–1855 jako Szaniec Rdzenia NS-24a (Noyau Schanz 24a). Pierwotnie wał łączący szańce FS-21 i FS-22 z basteją w miejscu załamania z 1854 roku. Jego historia jest podobna jak  Szańca rdzenia NS-24.
Również w 1914 r. został przemianowany na szanie rdzenia NS-24, a w latach 1940–1944 był to teren obozu pracy w Płaszowie. W 1944 r. został wzmocniony fortyfikacją polową. Szaniec rdzenia NS-24a możemy podziwiać na ul. Siemomysła w  Krakowie.